# Досимов Єсен Досимович
Єсен Досимович Досимов (нар. 1903, місто Гур'єв Уральської області, тепер місто Атирау, Республіка Казахстан — 5 червня 1942, міста Алма-Ата, тепер Республіка Казахстан) — радянський казахський діяч, народний комісар внутрішньої торгівлі Казахської РСР, народний комісар харчової промислоості Казахської РСР, заступник голови Ради народних комісарів Казахської РСР, секретар ЦК КП(б) Казахстану з харчової промисловості. Член ЦК КП(б) Казахстану. Депутат Верховної Ради Казахської РСР 1-го скликання. Депутат Верховної Ради СРСР 1-го скликання (1941—1942).

## Біографія
Народився в родині скотаря.
У 1919—1921 роках — конторник Гур'євського повітового революційного комітету Уральської області. У 1921—1925 роках — рахівник, секретар виконавчого комітету Гур'євської повітової Ради Уральської губернії.
У 1925—1926 роках — завідувач економіко-правового відділу Гур'євського повітового комітету ВЛКСМ Уральської губернії.
У 1926—1927 роках — голова виконавчого комітету Редутської волосної Ради Гур'євської області.
Член ВКП(б) з 1927 року.
У 1927—1928 роках — голова правління Гур'євського рибопромислового сільськогосподарського товариства. У 1928—1930 роках — заступник голови правління Урало-Каспійської рибопромислової сільськогосподарської спілки. У 1930—1931 роках — заступник голови правління Казакської крайової рибопромислової сільськогосподарської спілки. У 1931—1933 роках — член Президії і начальник бюро Спілки риболовецьких колгоспів СРСР. У 1933—1934 роках — голова правління Аральської Спілки риболовецьких колгоспів.
У 1934—1937 роках — студент Московської академії харчової промисловості імені Сталіна.
З вересня по грудень 1937 року — заступник народного комісара харчової промисловості Казахської РСР.
У грудні 1937 — липні 1938 року — народний комісар внутрішньої торгівлі Казахської РСР.
У липні 1938 — травні 1940 року — народний комісар харчової промислоості Казахської РСР.
У травні 1940 — червні 1941 року — заступник голови Ради народних комісарів Казахської РСР.
26 червня 1941 — 5 червня 1942 року — секретар ЦК КП(б) Казахстану з харчової промисловості.

## Нагороди
- орден Трудового Червоного Прапора (5.11.1940)